# H.P. Baard

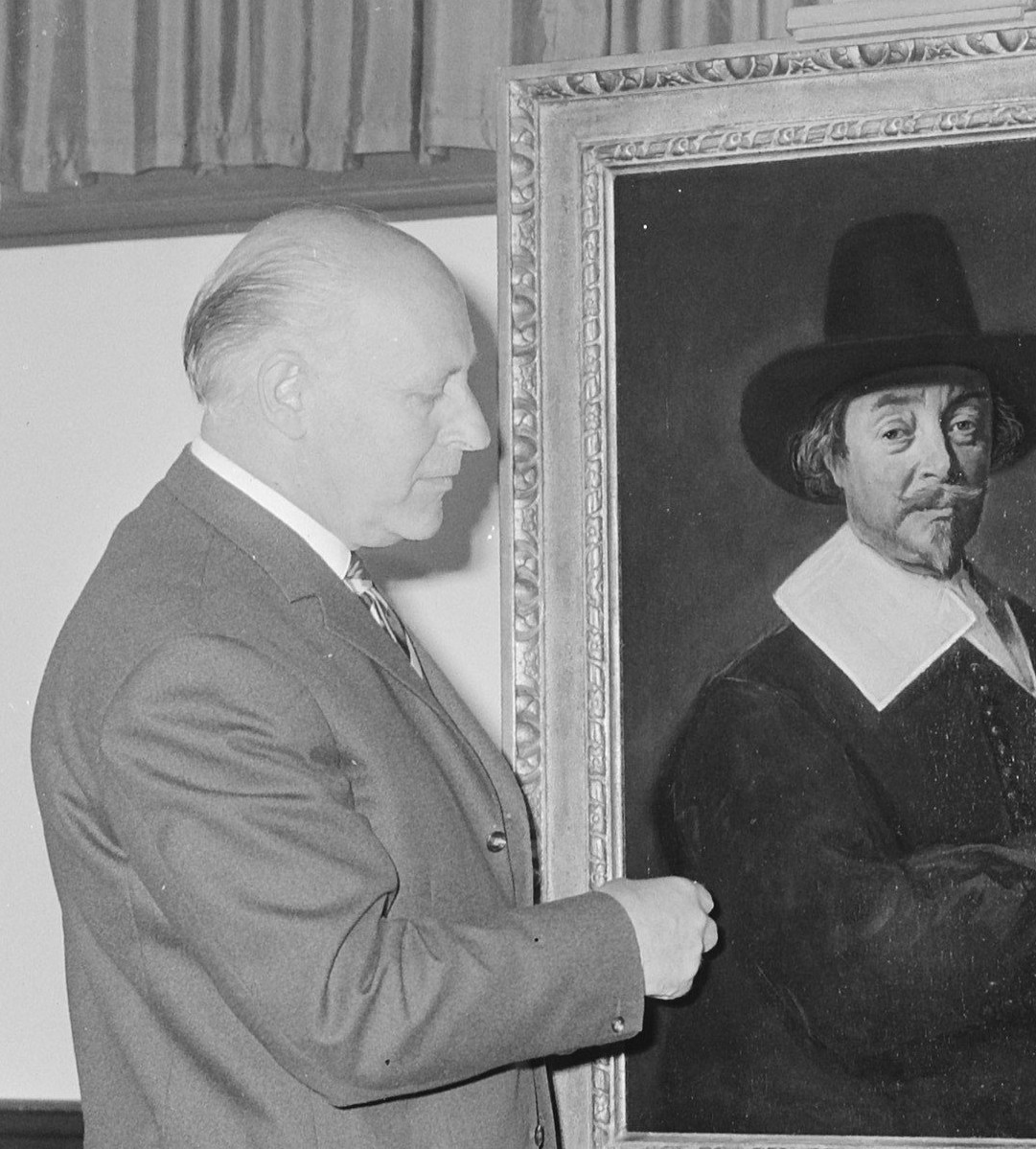
H.P. Baard in 1964 bij het pas ontdekte Portret van een staande man met handschoen van Frans Hals uit 1644, de 'Hotinov-Hals'.

Henricus Petrus Baard (Amsterdam, 26 oktober 1906 - Haarlem, 19 juni 2000), was een Nederlands kunsthistoricus. Hij was van 1946 tot 1972 directeur van het Frans Hals Museum te Haarlem. Hij staat ook bekend om zijn onderzoeksboeken over kunstgeschiedenis.

## Biografie
Henk Baard werd in Amsterdam geboren als zoon van Cornelis Baard, de conservator, later de directeur van het Stedelijk Museum. Zijn vader wenste dat hij een carrière in de houthandel zou volgen, maar hij studeerde kunstgeschiedenis en aanvaardde een baan als vrijwilliger bij het Rijksmuseum. In 1932 werd hij daar aangesteld als wetenschappelijk assistent geschiedenis en later als hoofd van de historische afdeling. In 1939 kreeg hij de leiding over de kunstcollectie. Baard zorgde tijdens de Tweede Wereldoorlog voor de evacuatie van belangrijke kunstwerken vanuit musea naar veilige plekken in het land, bijvoorbeeld de kunstbunker Sint-Pietersberg, de kunstbunker van Paasloo en diverse bunkers in het Noord- en Zuid-Hollandse duingebied.
In 1943 trad Baard aan als slotvoogd van het Muiderslot. Onder zijn leiding kreeg de museumfunctie van het kasteel een nieuwe impuls.
Toen hij in 1946 Gerard Gratama opvolgde als directeur van het Frans Hals Museum verhuisde hij met zijn gezin naar de bovenverdieping van het huis van Jacobus van Looy aan de Haarlemse Kleine Houtweg, dat vanaf 1949 onder de naam Museum Het huis van Looy fungeerde als dependance voor moderne kunst van het Frans Hals Museum. Hij woonde er tot de verkoop in 1967. In het Frans Hals Museum haalde hij de meeste schilderijen uit de tentoonstellingszalen, in de stellige overtuiging dat bezoekers zich beter op minder werken konden concentreren dan doelloos kamer in - kamer uit te slenteren in een poging een hele collectie in één bezoek op te nemen. Hij vond dat een goed museumbezoek niet langer dan een uur mocht duren. Vanaf 1953 introduceerde hij avondopeningstijden bij kaarslicht die populair waren totdat ze in 1971 werden opgeheven. Hij organiseerde seminars en gaf opdracht tot het maken van een wetenschappelijke catalogus van alle werken in het museum. Zijn wetenschappelijk assistent Carla van Hees begon eraan, maar de catalogus, waaraan ook de Harvard-hoogleraar Seymour Slive bijdroeg, was pas klaar toen Baard al twee jaar gepensioneerd was.
In 1959 verplaatste hij alle Haarlemse schuttersstukken naar het nieuwe bijgebouw achter in het pand, waar ze allemaal te zien zijn tot op de huidige dag. Zijn belangrijkste prestatie was, naast de wetenschappelijke catalogus, de grote internationale Frans Hals-tentoonstelling in 1962. Veel vooraanstaande bezoekers kwamen naar Haarlem en hij leidde hen persoonlijk rond. De tentoonstelling leverde 750.000 gulden op voor de stad Haarlem. Hoewel hij met het geld een 17e-eeuws schilderij had willen kopen, werd het geld gebruikt om jonge kunstenaars in de Ateliers '63 te financieren. 
H.P. Baard ging in 1972 met pensioen bij het Frans Halsmuseum en werd opgevolgd door Dick Couvée. Hij stierf in 2000 op 93-jarige leeftijd in Haarlem.

## Boekpublicaties
- Willem van de Velde de Oude, Willem van de Velde de Jonge. Becht, Amsterdam, 1942
- Anton Mauve, Becht, Amsterdam, z.j. [1946]
- Kunst in schuilkelders. De odyssee der nationale kunstschatten gedurende de oorlogsjaren 1939-1945. Daamen, Den Haag, 1946
- Paneel en doek. Frans Hals, Schuttersmaaltijd anno 1616. Stafleu, Leiden, 1948
- Frans Hals. Tentoonstelling ter gelegenheid van het honderdjarig bestaan van het Gemeentemuseum te Haarlem, 1862-1962. H.P. Baard, Seymour Slive, A.B. de Vries, schilderijbeschrijvingen door Carla van Hees. Uitg. Frans Halsmuseum, 1962